# 夢想駿其足球會
夢想駿其足球會（英語: Dreams Metro Gallery FC）は、香港のサッカークラブ。香港ファーストディビジョンリーグ所属。旧称：「標準流浪」（アンビチョン・レンジャーズ）、「横浜FC香港」（よこはまFCホンコン）、「YFC澳滌」。

## 概要
2008年に「四海体育会」（フォーウェイ・アスレチックス）として創設。2009年に「流浪足球会」（レンジャーズ）のセカンドチームと合併して「四海流浪」となった。2011年に母体であった四海集団が経営から撤退し、スポンサー名を冠した「標準流浪」と改名。
日本プロサッカーリーグ（Jリーグ）に加盟する横浜FCが2012年7月に同クラブの運営権を取得。運営会社となる橫濱足球香港體育會有限公司（日本語: 横浜FC香港スポーツクラブ株式会社）を設立すると共に、「横浜FC香港」（中国語: 橫濱FC(香港)）へ改名した。この時は横浜FCから指導者・選手の派遣など交流も積極的に行なうとしている。なお胸スポンサーは横浜FC同様にLEOCが務めるが、ユニホームのブランドは横浜FC（ヒュンメル）と異なりナイキを使用している。
2012-2013年シーズンは下位を彷徨うが、2013年5月14日の最終戦で和富大埔と引き分け、18試合4勝8分6敗勝ち点20の9位、勝ち点1の差で残留を決めた。
2014年7月からは香港の企業へ運営会社を変更。それに伴い、クラブ名も「YFCMD」へ改名した。
2015年より夢想駿其足球會へ名称を変更した。

## チーム名変遷
- 2008年-2009年: 四海 (Fourway)
- 2009年-2011年: 四海流浪 (Fourway Rangers)
- 2011年-2012年: 標準流浪 (Biu Chun Rangers)
- 2012年-2014年: 横浜FC(香港) (Yokohama FC (Hong Kong)
- 2014年-2015年: YFC澳滌 (YFCMD)
- 2015年-現在: 夢想駿其 (Dreams Metro Gallery)

## 現役選手・スタッフ

### スタッフ
| 監督: | 梁志榮 |

### 現役選手
2016年2月28日現在
注：選手の国籍表記はFIFAの定めた代表資格ルールに基づく。
| No. | Pos. |            | 選手名               |
| --- | ---- | ---------- | -------------------- |
| 1   | GK   | 香港       | 彭梓鍵               |
| 3   | DF   | 香港       | 羅梓軒               |
| 5   | DF   | スペイン   | パブロ・ガヤルド     |
| 8   | MF   | 香港       | 李嘉進               |
| 9   | MF   | 香港       | 鍾偉強               |
| 10  | MF   | 香港       | 黎洛賢               |
| 11  | MF   | 香港       | 蕭俊銘               |
| 12  | GK   | 香港       | 李溢晉               |
| 13  | DF   | 香港       | 蕭沛霖               |
| 14  | MF   | 香港       | 呂偉超               |
| 17  | GK   | 香港       | 屠俊翹               |
| 18  | MF   | カメルーン | ユージン・マックボミ |

| No. | Pos. |          | 選手名                   |
| --- | ---- | -------- | ------------------------ |
| 19  | DF   | 香港     | 姚浩明                   |
| 20  | FW   | 日本     | 福田健二                 |
| 21  | MF   | 香港     | 劉浩霖                   |
| 22  | DF   | 香港     | ヴァスデーヴァ・ヌニェス |
| 23  | DF   | 香港     | 梁国威                   |
| 24  | DF   | 香港     | 李嘉華                   |
| 28  | DF   | 香港     | 劉学銘                   |
| 30  | DF   | 香港     | 黃梓浩                   |
| 33  | MF   | 香港     | 周穎軒                   |
| 77  | MF   | ブラジル | レオニダス・ダマスカス   |
| 95  | DF   | 香港     | 謝朗軒                   |

## 歴代所属選手
- 吉武剛 2012-2014
- 村井泰希 2013-2014（期限付き移籍）
- 福田健二 2013-2016
- 原田慎太郎 2013-2014
- 朴台洪 2013-2014
- 井手口正昭 2014-2015